# Небыты
Не́быты (бел. Небыты) — деревня в Барановичском районе Брестской области Белоруссии. Входит в состав Жемчужненского сельсовета. Население — 26 человек (2023).

## География
Деревня расположена в 21 км по автодорогам к западу от центра Барановичей и в 8,5 км по автодорогам к западу от центра сельсовета, агрогородка Жемчужный. Есть кладбище. К западу от деревни берёт начало река Полонка, левый приток реки Исса.

## История
Упоминается на карте Шуберта первой половины XIX века.
По переписи 1897 года — деревня Новомышской волости Новогрудского уезда Минской губернии, 23 двора, хлебозапасный магазин. В 1909 году — 39 дворов.
С 1921 года в гмине Новая Мышь Барановичского повета Новогрудского воеводства Польши. По переписи 1921 года в деревне числилось 30 жилых зданий, в которых проживал 181 человек (101 мужчина, 80 женщин), из них 121 поляк и 60 белорусов (по вероисповеданию — 160 римских католиков и 21 православный).
С 1939 года в составе БССР. С 15 января 1940 года в Новомышском районе Барановичской, с 8 января 1954 года Брестской области. 8 апреля 1957 года район переименован в Барановичский. С конца июня 1941 по июль 1944 года была оккупирована немецко-фашистскими войсками.
До 1985 года входила в состав Полонковского сельсовета.

## Население
На 1 января 2023 года в деревне проживало 26 человек в 17 хозяйствах, из них 4 младше трудоспособного возраста, 7 в трудоспособном возрасте и 15 старше трудоспособного возраста.
| Численность населения (по годам) | Численность населения (по годам) | Численность населения (по годам) | Численность населения (по годам) | Численность населения (по годам) | Численность населения (по годам) | Численность населения (по годам) | Численность населения (по годам) |
| 1897                             | 1909                             | 1921                             | 1939                             | 1959                             | 1999                             | 2009                             | 2019                             |
| -------------------------------- | -------------------------------- | -------------------------------- | -------------------------------- | -------------------------------- | -------------------------------- | -------------------------------- | -------------------------------- |
| 258                              | ↗348                             | ↘181                             | ↗272                             | ↘191                             | ↘107                             | ↘44                              | ↘25                              |